# Тенектеплаза

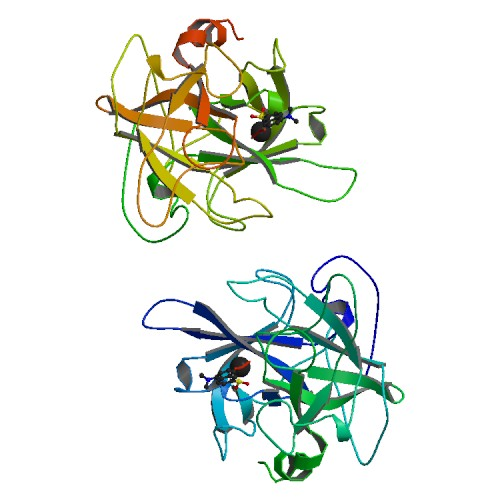
Структура Тенектеплази

Тенектеплаза (англ. Tenecteplase) — лікарський засіб, фермент, що використовують як препарат для тромболітичної терапії. Тенектеплаза являє собою тканинний активатор плазміногену (t-PA), що продукується за допомогою технології рекомбінантної ДНК з використанням встановленої лінії клітин ссавців (клітин яєчників китайського хом'яка).

## Будова та функції
Тенектеплаза є глікопротеїном з 527 амінокислот, розробленим шляхом введення наступних модифікацій до комплементарної ДНК (кДНК) для природного людського tPA: заміщення треоніну 103 аспарагіном і заміщення аспарагіну 117 глутаміном, як у домені kringle 1, так і заміщення тетра-аланіну в амінокислотах 296-299 в домені протеази.
Тенектеплаза є рекомбінантним фібрин-специфічним активатором плазміногену, який отримують з нативного t-PA шляхом модифікації на трьох ділянках структури білка. Він зв'язується з фібриновим компонентом тромбу (згустку крові) і селективно перетворює тромбо-зв'язаний плазміноген до плазміну, який деградує матрицю фібрину тромбу. Тенектеплаза має вищу специфічність до фібрину і більшу стійкість до інактивації його ендогенним інгібітором (PAI-1) у порівнянні з нативним t-PA

## Дослідження
Дослідники з Університету Ньюкасла в Австралії стверджують, що вони мали значний прорив у лікуванні пацієнтів, що перенесли інсульт, використовуючи цей препарат. Результати були опубліковані в журналі The New England Journal of Medicine. Існує тривала суперечка щодо того, чи є це шкідливим лікуванням, і суттєві обговорення між лікарями швидкої допомоги та неврологами щодо того, чи слід застосовувати це лікування взагалі.

## Фармакокінетика
Початковий об'єм розподілу має відношення до ваги і наближається до об'єму плазми. Метаболізм печінки є основним механізмом очищення для тенектеплази. Період напіврозпаду є двофазним: початковий: 20–24 хвилини; Кінцевий: 90–130 хвилин. Очищення з плазми становить 99-119 мл/хв. 

## Комерційні назви
Випускається під торговими марками
- Металізе (англ. Metalyse)
- Тнказа (англ. TNKase)